# 리구리아어 위키백과

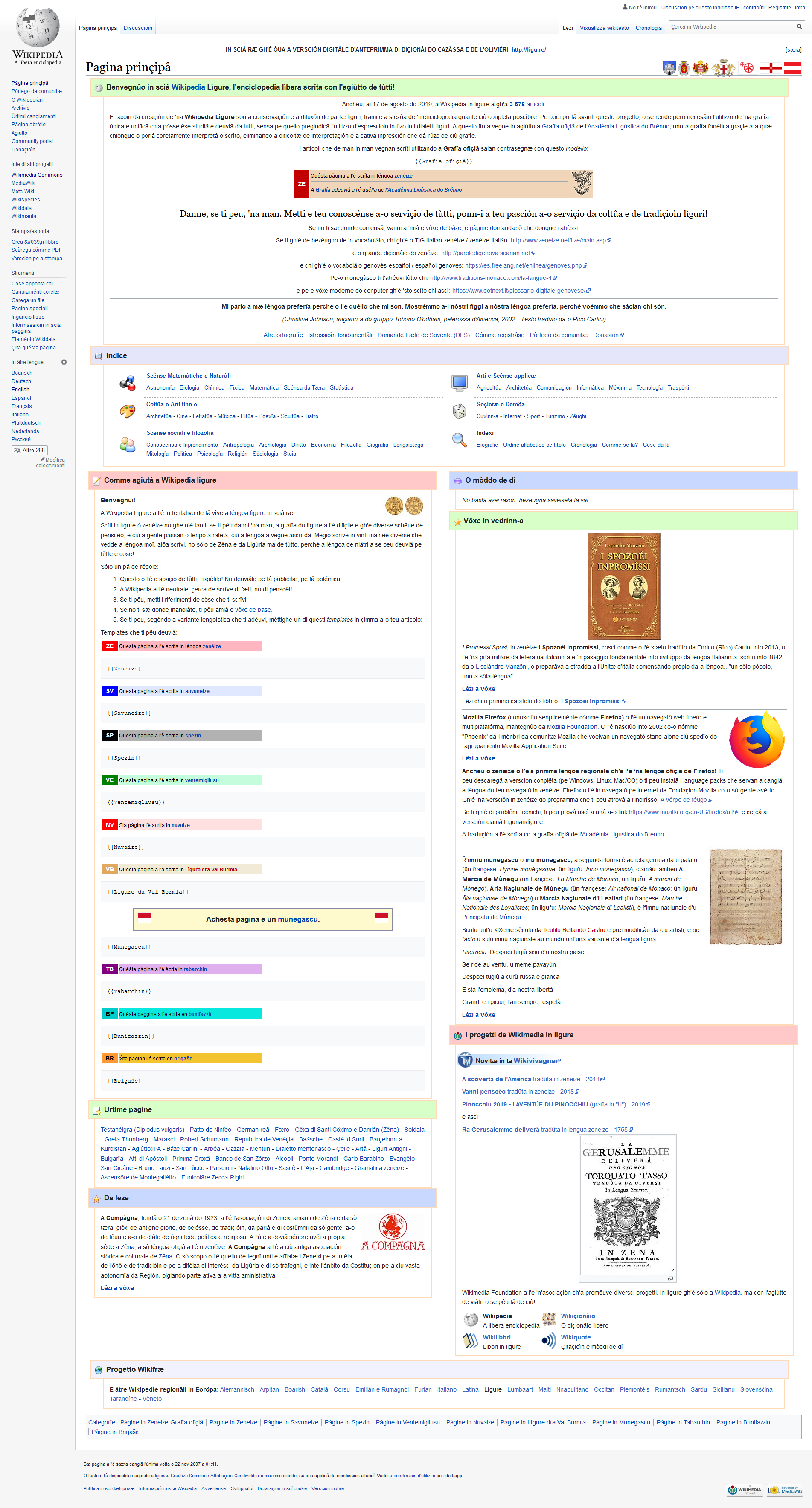

리구리아어 위키백과는 리구리아어로 운영되는 위키백과 언어판이다. 기호는 lij이다.